# Samuel Dalembert
Samuel Davis Dalembert (Puerto Príncipe, Haití, 10 de mayo de 1981) es un exjugador de baloncesto de nacimiento haitiano y nacionalizado canadiense, que disputó 12 temporadas en la NBA. Con 2,11 metros de estatura, juega en la posición de pívot.

## Carrera

### Instituto y Universidad
Dalembert empezó jugando en 1996 en Montreal, Canadá, en el Lucien-Pagé High School. Después de dos temporadas aquí se mudó a St. Patrick's High School en Elizabeth, Nueva Jersey, donde se convirtió en el máximo taponador del instituto en toda su historia pese a jugar un año y medio. Después pasó su periplo universitario de dos años en la Universidad de Seton Hall en Nueva Jersey. En la temporada 1999-2000 firmó 6 puntos, 6 rebotes y 3.6 tapones por partido. En su año sophomore mejoró únicamente sus cifras anotadoras, 8.3 puntos, 5.7 rebotes y 2.1 asistencias.

### NBA
Samuel se presentó al draft de 2001, donde fue elegido en el puesto 26 de 1.ª ronda por Philadelphia 76ers. Allí tuvo un inicio complicado, en su primera campaña tuvo una actuación testimonial, y la segunda se la perdió por completo debido a las lesiones. En la 2003-04 cambiaron las cosas. Las lesiones de Marc Jackson y Derrick Coleman le dieron la oportunidad de contar con muchos minutos, y Samu estuvo a la altura de las circunstancias con 8 puntos, 7.6 rebotes y 2.3 tapones. 
En la 2004-05 mantuvo sus números, 8.2 puntos y 7.5 rebotes, descendiendo levemente su número de minutos por la recuperación total de Marc Jackson. Sin embargo, su rendimiento en playoffs estuvo por encima de lo esperado, 11.6 puntos y 12.8 rebotes. En esta y en la siguiente campaña le acecharon de nuevo las lesiones, perdiéndose 26 partidos y saliendo desde el banco en otros 26. Sus cifras se mantuvieron en la misma tónica: 7.3 puntos, 8.2 rebotes y 2.4 tapones, pero tras la lesión perdió la titularidad en beneficio de Steven Hunter.
En estos 4 primeros años en la liga nunca pasó de 27 minutos, sin embargo se ganó un contrato de renovación hasta la temporada 2010-11 que le garantizaba recibir 52.6 millones de dólares. Muchos aficionados critican eso, que Dalembert está sobrepagado para el rendimiento que ha ofrecido en Philly, basado en su faceta reboteadora y taponadora, donde es uno de los jugadores más destacados de la liga. De físico espigado, de tremenda envergadura y de gran agilidad. Todas estas condiciones físicas le ayudan para correr la pista con una facilidad inusual para un hombre de su tamaño. Sin embargo, en ataque es un jugador bastante limitado. Cuando ha jugado junto con Steven Hunter son denominados como las "Torres Gemelas", un apodo que hicieron famoso Hakeem Olajuwon y Ralph Sampson en los 80' y Tim Duncan y David Robinson en los 90'.
En la 2006-07 cuajó la mejor temporada desde que llegara a la liga: 10.7 puntos (con 54.1 % en tiros) y 8.9 rebotes para casi 31 minutos, y lo más notable, disputando los 82 partidos.
El 17 de junio de 2010, fue traspasado a Sacramento Kings a cambio de Spencer Hawes y Andrés Nocioni.
El 21 de diciembre de 2011, Dalembert firmó un contrato de dos años con Houston Rockets. El 27 de junio de 2012, Dalembert fue traspasado a Milwaukee Bucks, junto con la 14.ª elección del Draft de la NBA de 2012, a cambio de Jon Brockman, Jon Leuer, Shaun Livingston y la 12.ª elección del Draft de 2012.
En julio de 2013 firmó un contrato con los Dallas Mavericks. El 23 de junio de 2014 fue traspasado junto con Shane Larkin, Wayne Ellington, José Calderón y una selección de segunda ronda de 2014 a los New York Knicks a cambio de Tyson Chandler y Raymond Felton. El 5 de enero de 2015 fue descartado por los Knicks.
El 6 de agosto de 2015 fue contratado por los Dallas Mavericks. Sin embargo el 24 de octubre a pocos días del comienzo de la temporada 2015-2016 de la NBA, Dalembert fue cortado por los Mavericks.

### China y retirada
El 17 de diciembre de 2015, firma con los Shanxi Zhongyu de la CBA china. Después regresó para jugar también la siguiente temporada, la 2016–17, que sería su última etapa como profesional.

## Estadísticas de su carrera en la NBA

### Temporada regular
| Año     | Equipo       | PJ  | PT  | MPP  | %TC  | %3P   | %TL  | RPP  | APP | ROB | TPP | PPP  |
| ------- | ------------ | --- | --- | ---- | ---- | ----- | ---- | ---- | --- | --- | --- | ---- |
| 2001-02 | Philadelphia | 34  | 0   | 5.2  | .440 | .000  | .389 | 2.0  | .1  | .2  | .4  | 1.5  |
| 2003-04 | Philadelphia | 82  | 53  | 26.8 | .541 | .000  | .644 | 7.6  | .3  | .5  | 2.3 | 8.0  |
| 2004-05 | Philadelphia | 72  | 60  | 24.8 | .524 | .000  | .601 | 7.5  | .5  | .6  | 1.7 | 8.2  |
| 2005-06 | Philadelphia | 66  | 52  | 26.7 | .531 | .000  | .705 | 8.2  | .4  | .5  | 2.4 | 7.3  |
| 2006-07 | Philadelphia | 82  | 82  | 30.9 | .541 | .000  | .746 | 8.9  | .8  | .6  | 1.9 | 10.7 |
| 2007-08 | Philadelphia | 82  | 82  | 33.2 | .513 | .000  | .707 | 10.4 | .5  | .5  | 2.3 | 10.5 |
| 2008-09 | Philadelphia | 82  | 82  | 24.8 | .498 | .000  | .734 | 8.5  | .2  | .4  | 1.8 | 6.4  |
| 2009-10 | Philadelphia | 82  | 80  | 25.9 | .545 | .000  | .729 | 9.6  | .8  | .5  | 1.8 | 8.1  |
| 2010-11 | Sacramento   | 80  | 46  | 24.2 | .473 | .000  | .730 | 8.2  | .8  | .4  | 1.4 | 8.1  |
| 2011-12 | Houston      | 65  | 45  | 22.2 | .506 | .000  | .796 | 7.0  | .5  | .6  | 1.7 | 7.5  |
| 2012-13 | Milwaukee    | 47  | 23  | 16.3 | .542 | 1.000 | .691 | 5.9  | .4  | .4  | 1.1 | 6.7  |
| 2013-14 | Dallas       | 80  | 68  | 20.2 | .568 | .000  | .737 | 6.8  | .5  | .5  | 1.2 | 6.6  |
| Total   | Total        | 854 | 673 | 24.7 | .523 | .083  | .706 | 7.9  | .5  | .5  | 1.8 | 7.8  |

### Playoffs
| Año   | Equipo       | PJ | PT | MPP  | %TC  | %3P  | %TL  | RPP  | APP | ROB | TPP | PPP  |
| ----- | ------------ | -- | -- | ---- | ---- | ---- | ---- | ---- | --- | --- | --- | ---- |
| 2005  | Philadelphia | 5  | 5  | 38.4 | .553 | .000 | .400 | 12.8 | .4  | .4  | 1.4 | 11.6 |
| 2008  | Philadelphia | 6  | 6  | 32.2 | .422 | .000 | .842 | 9.5  | .5  | .3  | 1.7 | 9.0  |
| 2009  | Philadelphia | 6  | 6  | 22.2 | .615 | .000 | .750 | 7.8  | .5  | .3  | 1.5 | 5.8  |
| 2013  | Milwaukee    | 1  | 0  | 9.0  | .000 | .000 | .250 | 3.0  | .0  | 1.0 | .0  | 1.0  |
| 2014  | Dallas       | 7  | 7  | 19.3 | .458 | .000 | .667 | 8.4  | .0  | .3  | 1.4 | 4.6  |
| Total | Total        | 25 | 24 | 26.5 | .503 | .000 | .632 | 9.2  | .3  | .4  | 1.4 | 7.2  |

## Trivia
- Dalembert adquirió la ciudadanía canadiense el 15 de enero de 2007. Sin embargo el seleccionador canadiense, Leo Rautins dijo que Samuel no jugaría con Canadá los Juegos Olímpicos de 2008.